# شاپرک‌های گربه‌ای
شاپرک‌های گربه‌ای (نام علمی: Notodontidae) نام یک تیره از بالاخانواده جغدی‌واران است.